# Psy 8th 4X2=8
Psy 8th 4X2=8 è l'ottavo album in studio del cantante sudcoreano Psy, pubblicato il 10 maggio 2017 dalla YG Entertainment.

## Tracce
1. I Luv It – 3:09
2. New Face – 3:10
3. Last Scene (마지막 장면; Majimag Jangmyeon) (featuring Lee Sung-kyung) – 4:11
4. Love (featuring Taeyang) – 3:39
5. Bomb (featuring B.I & Bobby) – 2:53
6. We Are Young – 4:01
7. Fact Assault (팩트폭행; Paegteupoghaeng) (featuring G-Dragon) – 2:58
8. Rock Will Never Die – 3:03
9. Place to Lean On / Refuge (기댈곳; Gidaelgot)) – 4:34
10. Auto Reverse (오토리버스; Otoribeoseu) (featuring Tablo) – 3:48

## Classifiche
| Classifica (2017) | Posizione massima |
| ----------------- | ----------------- |
| Corea del Sud     | 5                 |